# Juan Carlos Duran
Juan Carlos Durán, noto anche come Carlo Duran (Santa Fe, 13 giugno 1936 – Brugnato, 2 gennaio 1991), è stato un pugile argentino naturalizzato italiano, di fama internazionale. Fu campione italiano (1966-1967) ed europeo (1967-1969 e 1970-1971) dei pesi medi e campione europeo dei pesi superwelter (1972-1973). Anche i suoi figli Alessandro e Massimiliano hanno avuto successo nel pugilato.

## Carriera

### Gli inizi e il periodo argentino
Pugile di nazionalità argentina, inizia giovanissimo e si impone come dilettante di buon livello partecipando alle selezioni per rappresentare l'Argentina ai Giochi Panamericani. Il suo esordio da professionista avviene l'11 novembre 1958 a Buenos Aires in un match vinto per ko alla seconda ripresa contro Ricardo Gallardo. Perde l'imbattibilità il 20 gennaio 1960, dopo 11 incontri vinti ed uno pareggiato, contro Farid Salim in un incontro valido per il titolo argentino dei Pesi medi.

### L'arrivo in Italia e il titolo italiano
Dopo una seconda sconfitta contro l'uruguaiano Miguel Ángel Rodríguez, Durán approda in Italia alla ricerca di ingaggi più alti. Trova a Ferrara in Nando Strozzi il suo mentore. Il maestro ferrarese ne sarà il procuratore per i primi anni e l'allenatore per buona parte della carriera, salvo brevi intervalli dovuti ad alcune incomprensioni. Con Strozzi all'angolo Durán esordisce il 26 dicembre 1960 a Ferrara contro Dante Madella. 
Segue una lunga serie di incontri in cui Durán ottiene 19 vittorie, 6 pareggi e 3 sconfitte. Si fa notare battendo a San Siro, nel sottoclou del terzo incontro Loi-Ortiz, l'ex campione italiano dei pesi welter Giancarlo Garbelli, ormai passato ai medi e appena reduce da un pareggio contro il fuoriclasse ungherese László Papp. L'argentino imposta un match di rimessa, parando o evitando le raffiche a due mani del milanese e rispondendo con il suo diretto sinistro doppiato dal destro. Garbelli tenta il tutto per tutto nelle ultime due riprese ma non riesce a riprendere il leggero vantaggio dell'avversario che vince ai punti. Batte l'ex campione italiano dei pesi medi Remo Carati ma pareggia contro Tommaso Truppi.
L'11 marzo 1964, al Palazzetto dello Sport di Roma, Duran combatte un match contro il campione del mondo dei welter Emile Griffith, in "rodaggio" per salire di categoria nei medi. Il match termina no-contest. Il 19 settembre dello stesso anno pareggia con Charley Austin, reduce da un doppio confronto con il campione del mondo dei superwelter Sandro Mazzinghi, a cui aveva dato non poco filo da torcere. Il 19 dicembre 1964, alla Fiera di Milano, Durán è sconfitto ai punti da Nino Benvenuti, sempre al limite dei pesi superwelter, in un match intenso definito "esteticamente bello come un quadro d'autore della boxe".
Dopo aver lungamente atteso, l'argentino ottiene finalmente la cittadinanza italiana ed è naturalizzato come Carlo Duran. Il 24 luglio 1966, a trent'anni, conquista il titolo italiano dei medi, vincendo ai punti a Torino contro Bruno Santini in una riunione in cui un suo compagno ferrarese di scuderia, Giuseppe Migliari, perde contro Dante Cané e conclude la sua carriera.

### La conquista dell'europeo
Conquistato a 30 anni il titolo italiano, Duran difende vittoriosamente la cintura tricolore contro Fabio Bettini, Luciano Lugli e Mario Lamagna. Incontra nuovamente Tommaso Truppi, mettendolo stavolta KO alla terza ripresa. Entra nella scuderia di Bruno Amaduzzi, storico manager di Benvenuti.
Il 17 novembre 1967, sul ring di Torino, Duran conquista il titolo europeo dei Pesi medi, lasciato vacante dal neo-campione del mondo Nino Benvenuti, battendo per Kot alla dodicesima ripresa lo spagnolo Luis Folledo. Ottenuta l'affermazione internazionale, Duran difende vittoriosamente il titolo a Birmingham contro Wally Swift, vincendo per squalifica alla decima ripresa.

### La tragedia di Colonia
Alla seconda difesa del titolo Duran è l'involontario protagonista di un'assurda tragedia che lo segna profondamente per tutta la vita. Il 12 giugno 1968 l'italo-argentino sale sul ring di Colonia contro l'idolo locale Jupp Elze per difendere il titolo europeo. Duran aveva perso ai punti da Elze il 30 aprile 1965, pertanto nulla faceva supporre la tragedia. Al 15º round, tuttavia, Elze, atterrato da Duran, non si rialza più e, dopo 8 giorni di coma, muore. 
Dopo aver difeso vittoriosamente la cintura europea, contro Johnny Pritchett, si materializza nuovamente il rischio di una fine tragica per un altro avversario di Duran. Esattamente un anno dopo la tragedia di Colonia, infatti, sul ring allestito a Montecatini, Duran affronta lo sfidante Hans Dieter Schwartz. Il tedesco viene ripetutamente e duramente colpito dall'italo-argentino ma l'arbitro non ferma l'incontro e i secondi di Schwartz non gettano la spugna. Duran allora rallenta la sua aggressività e ad un certo punto addirittura si rivolge all'arbitro con i guantoni giunti affinché interrompa l'incontro. Finalmente l'arbitro decreta il KO tecnico e fortunatamente il pugile tedesco può proseguire a combattere ancora per sette anni.
L'11 settembre 1969, a Copenaghen, Carlo Duran cede il titolo europeo al campione di casa Tom Bogs, ai punti.

### Di nuovo campione
A 33 anni molti danno Duran per finito ma l'italo-argentino, spalleggiato da Strozzi, non si perde d'animo e il 4 dicembre 1970 strappa ai punti a Bogs il titolo europeo, nella rivincita allestita sul ring di Roma. Il 9 giugno 1971 è il francese Jean-Claude Bouttier a costringerlo alla resa a Parigi, di fronte a una folla osannante il transalpino. Già alla terza ripresa Duran deve subire due conteggi. Al dodicesimo round Duran va nuovamente al tappeto su un gancio destro. L'italiano, però, non solo si rialza, ma costringe lo sfidente alla difensiva e vince ai punti le ultime tre riprese. Il verdetto, tuttavia, ormai ampiamente compromesso, è favorevole ai punti al campione francese.
Per Duran però si prospettano ancora trionfi. Dopo aver fallito, pareggiando contro Luciano Sarti, la riconquista del titolo italiano dei medi, scende di categoria. Il 5 luglio 1972 conquista a San Remo il titolo europeo dei Pesi superwelter contro il catalano José Hernández, che aveva combattuto per il titolo del mondo pareggiando contro Carmelo Bossi.
Lo difende vittoriosamente contro il marsigliese di origine armena Jacques Kechichian e l'austriaco Johann Orsolics, già avversario di Bruno Arcari per il titolo europeo dei superleggeri. 
Gli è fatale la rivincita che, il 7 luglio 1973, concede al francese Kechichian. Questi lo costringe alla resa per Kot al nono round sul ring di Lignano Sabbiadoro in quello che, a 37 anni, sarà il suo ultimo incontro.

## Attore, insegnante di boxe e manager
Terminata l'attività agonistica, Duran ha intrapreso, nel 1975, l'attività di attore prendendo parte al film Mark il poliziotto di Stelvio Massi che però resta il suo unico lungometraggio. Successivamente a Ferrara, divenuta la sua città, ha iniziato l'attività di maestro di boxe, aprendo anche una sua palestra - la Boxe Padana - dove anche i suoi 2 figli - Alessandro e Massimiliano - hanno iniziato l'attività di boxeur. Duran ha in seguito, una volta ottenuta la licenza da procuratore, svolto l'attività di manager per i figli ed altri pugili.
Juan Carlos Duran è morto in un incidente stradale il 2 gennaio 1991 a 55 anni. Il comune di Ferrara gli ha intitolato una via per i meriti sportivi acquisiti. Tutti gli anni a Ferrara si svolge una manifestazione pugilistica denominata Memorial Carlos Duran.